# Aeroporto Internazionale Alfredo Vásquez Cobo
L'Aeroporto Internazionale Alfredo Vásquez Cobo (in spagnolo Aeropuerto Internacional Alfredo Vásquez Cobo) è uno scalo aereo colombiano che serve la cittadina di Leticia, capoluogo del dipartimento di Amazonas.
La presenza di questo aeroporto è essenziale per la popolazione locale, isolata nel cuore della foresta amazzonica, soprattutto a causa della mancanza di infrastrutture di trasporto terrestre in questa zona del Paese.